# Giovanna di Taranto
Giovanna di Taranto o Giovanna d'Angiò-Taranto (1297 – 1323) fu regina della Piccola Armenia.

## Biografia
Figlia di Filippo I d'Angiò e della sua prima moglie Tamara Angela Comnena Ducas, a sua volta figlia di Niceforo I d'Epiro e di Anna Cantacuzena.
Nel febbraio 1316 a Tarso, divenne la terza moglie di Oscin d'Armenia, re del Regno armeno di Cilicia; nel 1317 ebbero un figlio, Giorgio, morto durante l'infanzia.
Oscin morì il 20 luglio 1320, si crede che sia stato avvelenato da suo cugino  (e cognato) Oscin di Corico, che divenne reggente per il nuovo re, il giovane Leone V d'Armenia figlio di re Oscin e della sua prima moglie Isabella di Corico (morta nel 1310).
Allo scopo di rafforzare la sua posizione Oscin di Corico, che era rimasto vedovo, sposò Giovanna nel 1320; da questo secondo matrimonio nacque Maria (1321 - † ante 1405), che divenne moglie del re della Piccola Armenia, Costantino V. Un passaggio della Cronaca di Giovanni Dardel suggerisce che potrebbero aver avuto un altro figlio, che a sua volta avrebbe generato:
- Ashot (o Oscin), pretendente al trono d'Armenia nel 1375, morto dopo il 1387[senza fonte];
- Maria, moglie del re Costantino VI d'Armenia[6].

## Ascendenza
|                                |                  |                       | Genitori                           |  |  | Nonni |  |  | Bisnonni        |  |  | Trisnonni             |  |
|                                |                  |                       |                                    |  |  |       |  |  | Carlo I d'Angiò |  |  | Luigi VIII di Francia |  |
|                                |                  |                       |                                    |  |  |       |  |  | Carlo I d'Angiò |  |  | Luigi VIII di Francia |  |
|                                |                  | Bianca di Castiglia   |                                    |  |  |       |  |  | Carlo I d'Angiò |  |  |                       |  |
| Carlo II di Napoli             |                  |                       |                                    |  |  |       |  |  | Carlo I d'Angiò |  |  |                       |  |
|                                |                  | Beatrice di Provenza  | Raimondo Berengario IV di Provenza |  |  |       |  |  |                 |  |  |                       |  |
|                                |                  | Beatrice di Provenza  | Raimondo Berengario IV di Provenza |  |  |       |  |  |                 |  |  |                       |  |
|                                |                  | Beatrice di Provenza  | Beatrice di Savoia                 |  |  |       |  |  |                 |  |  |                       |  |
| Filippo I d'Angiò              |                  | Beatrice di Provenza  |                                    |  |  |       |  |  |                 |  |  |                       |  |
|                                |                  | Stefano V d'Ungheria  | Béla IV d'Ungheria                 |  |  |       |  |  |                 |  |  |                       |  |
|                                |                  | Stefano V d'Ungheria  | Béla IV d'Ungheria                 |  |  |       |  |  |                 |  |  |                       |  |
|                                |                  | Stefano V d'Ungheria  | Maria Lascaris di Nicea            |  |  |       |  |  |                 |  |  |                       |  |
| Maria d'Ungheria               |                  | Stefano V d'Ungheria  |                                    |  |  |       |  |  |                 |  |  |                       |  |
|                                |                  | Elisabetta dei Cumani | Köten dei Cumani                   |  |  |       |  |  |                 |  |  |                       |  |
|                                |                  | Elisabetta dei Cumani | Köten dei Cumani                   |  |  |       |  |  |                 |  |  |                       |  |
|                                |                  | Elisabetta dei Cumani | Halitsch                           |  |  |       |  |  |                 |  |  |                       |  |
| Giovanna di Taranto            |                  | Elisabetta dei Cumani |                                    |  |  |       |  |  |                 |  |  |                       |  |
|                                | Michele II Ducas | Michele I d'Epiro     |                                    |  |  |       |  |  |                 |  |  |                       |  |
|                                | Michele II Ducas | Michele I d'Epiro     |                                    |  |  |       |  |  |                 |  |  |                       |  |
|                                | Michele II Ducas | Melissena             |                                    |  |  |       |  |  |                 |  |  |                       |  |
| Niceforo I d'Epiro             | Michele II Ducas |                       |                                    |  |  |       |  |  |                 |  |  |                       |  |
|                                |                  | Teodora di Arta       | Giovanni Petralife                 |  |  |       |  |  |                 |  |  |                       |  |
|                                |                  | Teodora di Arta       | Giovanni Petralife                 |  |  |       |  |  |                 |  |  |                       |  |
|                                |                  | Teodora di Arta       | Elena                              |  |  |       |  |  |                 |  |  |                       |  |
| Thamar Angelina Comnena Ducena |                  | Teodora di Arta       |                                    |  |  |       |  |  |                 |  |  |                       |  |
|                                |                  | …                     | …                                  |  |  |       |  |  |                 |  |  |                       |  |
|                                |                  | …                     | …                                  |  |  |       |  |  |                 |  |  |                       |  |
|                                |                  | …                     | …                                  |  |  |       |  |  |                 |  |  |                       |  |
| Anna Cantacuzena               |                  | …                     |                                    |  |  |       |  |  |                 |  |  |                       |  |
|                                |                  | …                     | …                                  |  |  |       |  |  |                 |  |  |                       |  |
|                                |                  | …                     | …                                  |  |  |       |  |  |                 |  |  |                       |  |
|                                |                  | …                     | …                                  |  |  |       |  |  |                 |  |  |                       |  |
|                                |                  | …                     |                                    |  |  |       |  |  |                 |  |  |                       |  |